# Rock 'n Soul Part 1
Rock 'n Soul Part 1 es un recopilatorio del dúo norteamericano Hall & Oates, publicado en 1983 por RCA Records con dos nuevas canciones ("Say It Isn't So" y "Adult Education") que fueron extraídas como sencillos y alcanzaron el top 10 en el Billboard Hot 100. El recopilatorio llegó al número 7 en el Billboard 200, al 16 en el Reino Unido y al número uno en Nueva Zelanda.
Para el álbum se grabó una versión en vivo de "Wait For Me" en marzo de 1983 en Montreal, Canadá junto con el concierto completo que luego sería lanzado en VHS bajo el título de "Rock 'n Soul Live".[cita requerida]
El primer sencillo del álbum fue "Say It Isn't So" que alcanzó el número dos en Estados Unidos quedándose en esa posición por cuatro semanas, también llegó al número uno en la lista Hot Dance Club Songs de Billboard a finales de 1983 y principios de 1984.
El segundo sencillo de este álbum fue "Adult Education" que llegó al número 8 en Estados Unidos.
El álbum se volvió a lanzar en 2006 en CD con dos canciones más y el 16 de octubre de 2015 se lanzó en SACD pero no incluye los bonus tracks del CD de 2006.
La mayoría de las canciones del álbum son versiones de sencillo.

## Lista de canciones
1. Say It Isn't So"  – 4:17
2. "Sara Smile" – 3:09
3. "She's Gone [Versión de Sencillo]" – 3:26
4. "Rich Girl" – 2:24
5. "Kiss on My List [Versión de Sencillo]" – 3:52
6. "You Make My Dreams" – 3:07
7. "Private Eyes [Versión Editada]"  – 3:27
8. "Adult Education" – 5:23
9. "I Can't Go for That (No Can Do) [Versión de Sencillo]" – 3:45
10. "Maneater"  – 4:31
11. "One on One [Versión de Sencillo]" – 3:57
12. "Wait for Me [Grabado en vivo en marzo de 1983 en Montreal, Canadá]" – 6:03

Bonus tracks del CD
1. "Family Man" – 3:25
2. "You've Lost That Lovin' Feeling [Versión de Sencillo] – 4:09